# Spitzschnabel-Grundfink
Der Spitzschnabel-Grundfink (Geospiza difficilis) ist eine auf den Galapagosinseln heimische Singvogelart aus der Familie der Tangaren (Thraupidae). Er gehört zu den nach Charles Darwin benannten Darwinfinken (Geospizini). Die Art bewohnt relativ hochgelegene Wälder und ernährt sich sowohl von pflanzlicher als auch von tierischer Nahrung. Der Spitzschnabel-Grundfink gilt derzeit als nicht konkret gefährdet.

## Merkmale

### Körperbau und Aussehen
Der Spitzschnabel-Grundfink erreicht ausgewachsen eine Größe von etwa 11 bis 12 cm und ein Gewicht zwischen 12,3 bis 20 g. Der Körperbau ist gedrungen, der Kopf dabei recht groß und der Schwanz verhältnismäßig kurz. Der namensgebende Schnabel ist spitz zulaufend und deutlich länger als breit. Die Geschlechter zeigen bei der Gefiederfärbung einen deutlichen Sexualdimorphismus. Männliche Vögel sind überwiegend schwarz gefärbt, die Steuerfedern und die Konturfedern des Oberflügels neigen jedoch eher zu einem dunklen Braun. An den Federn der Unterschwanzdecken finden sich schmale, weiße Säume. Zu Beginn der Brutzeit wechselt der Schnabel seine Färbung von einem Orange-gelb zu braun mit oranger Basis. Bei den Weibchen sind Kopf, Nacken, Mantel und Kehle Olivbraun mit bräunlichen bis gräulichen Federsäumen, die dem Bereich ein leicht schuppiges Aussehen verleihen. Das Auge wird von einem hell abgesetzten Augenring umgeben. An den Flügeln finden sich eine dunkelbraune Grundfärbung und zimtfarbene Säume, die zu den Handschwingen hin immer schmaler werden. Die Steuerfedern sind dunkelgrau mit hellgrauen Spitzen. Die Unterseite ist deutlich gemustert, die dortigen Federn besitzen eine dunkelbraune Grundfärbung und hellere, leicht gelbliche Säume. An Brust und Kehle sticht die Musterung am deutlichsten hervor, wird jedoch in Richtung Bauch immer verwaschener und verschwindet an den Unterschwanzdecken schließlich ganz, wo sie von einem einheitlichen, gelblichen Weiß abgelöst wird. Die Färbung des Schnabels durchläuft dieselbe Wandlung wie bei den Männchen, außerhalb der Brutzeit besitzt er beim Weibchen allerdings außerdem eine gelbe Spitze. Bei beiden Geschlechtern zeigen die unbefiederten Läufe ein mattes Schwarz, die Iris des Auges ist sehr dunkel braun bis schwärzlich gefärbt.

### Stimme
Vom Gesang der Art existieren bislang nur wenig Tonaufnahmen, er wird jedoch als recht komplex, sowohl hinsichtlich der Notenstruktur als auch des Tempos beschrieben. Ein regelmäßig gehörter Ruf, dessen genaue Funktion bislang unklar ist, ist ein sehr hohes und langgezogenes tzeeeewwww.

## Habitat und Lebensweise
Der Spitzschnabel-Grundfink bewohnt vergleichsweise feuchte und hochgelegene Waldformen mit komplexer Struktur, die in der Regel von Rautengewächsen der Gattung Zanthoxylum dominiert werden. Ganzjährig auf den jeweiligen Inseln anzutreffen, wandern die Populationen allerdings während der Brutzeit tendenziell in tiefergelegene, trockenere Gebiete. Die Ernährung ist omnivor und besteht unter anderem aus Blüten, Blättern, dem Fruchtfleisch von Kaktusfeigen sowie verschiedenen kleinen Gliederfüßern. An Nestlinge werden neben Insekten und kleinen Früchten vor allem Sämereien verfüttert. Die Fortpflanzung erfolgt monogam, das Nest wird vom Männchen allein errichtet. Dabei handelt es sich um eine kugelförmige Konstruktion aus trockenen Gräsern und Pflanzenteilen mit seitlichem Eingang. Nach der Fertigstellung legt das Weibchen normalerweise vier weiße Eier mit rosafarbenen oder bräunlichen Flecken und Tupfern. Diese werden für circa 12 Tage bebrütet, bis die Jungvögel schlüpfen. Nach weiteren etwa 13 bis 15 Tagen verlassen diese erstmals das Nest.

## Verbreitung und Gefährdung

Verbreitungsgebiet des Spitzschnabel-Grundfinken auf den Galapagosinseln

Der Spitzschnabel-Grundfink ist ein endemischer Bewohner der zu Ecuador gehörenden Galapagosinseln, wo er heute noch auf den Inseln Pinta, Fernandina und San Salvador vorkommt. Frühere Populationen auf Santa Cruz und Floreana gelten mittlerweile als erloschen. Die verbliebenen Vorkommen gelten allerdings als weitestgehend stabil, obwohl keine genauen Bestandszahlen vorliegen. Die IUCN stuft die Art mit Stand 2017 entsprechend auf der niedrigsten Gefährdungsstufe least concern („nicht gefährdet“) ein.

## Systematik
Die Erstbeschreibung des Spitzschnabel-Grundfinken stammt aus dem Jahr 1888 und geht auf den englischen Ornithologen Richard Bowdler Sharpe zurück. Der der Beschreibung zugrundeliegende Holotyp war auf der Insel Pinta gesammelt worden. Als wissenschaftlichen Namen der neuen Art vergab Sharpe das Binomen Geospiza difficilis, wobei das Artepitheton aus dem Lateinischen stammt und in etwa „schwierig“ bedeutet. Es nimmt Bezug auf die für Sharpe unklare taxonomische Stellung der Art im Verhältnis zu den übrigen Darwinfinken. In der Vergangenheit wurden neben der Nominatform in der Regel noch drei weitere Unterarten als gültig betrachtet. Phylogenetische Untersuchungen Mitte der 2010er-Jahre führten jedoch zur Abspaltung des Vampir- (G. septrentionalis) und des Genovesagrundfinken (G. acutirostris) als eigenständige Arten, während die bisherige Unterart G. d. debilirostris von der Insel San Salvador mit der Nominatform synonymisiert wurde. Die Art gilt folglich derzeit als monotypisch. Des Weiteren kamen die Forscher zu dem Ergebnis, dass der Spitzschnabel-Grundfink vermutlich nicht in die Gattung der Grundfinken gehört, da er mit diesen offenbar entfernter verwandt ist, als es die Vertreter der Baumfinken (Camarhynchus) zu sein scheinen. Stattdessen sollte er taxonomisch wahrscheinlich eher in eine eigene, monotypische Gattung gestellt werden. Dieser Auffassung ist jedoch mit Stand 2023 noch keine der maßgeblichen Autoritäten gefolgt.